# 北村邦夫 (医師)
北村 邦夫（きたむら くにお、1951年2月23日 - ）は、日本の医師、作家。日本家族計画協会会長。

## 来歴
群馬県渋川市生まれ。渋川北小学校、渋川北中学校、群馬県立渋川高等学校を経て、自治医科大学医学部を卒業。1988年、日本家族計画協会クリニック所長に就任。
経口避妊薬・ピルや緊急避妊法などに造詣が深い。メディアにも積極的に露出し、「Sex is talking」（セックスにおいてパートナーとの対話を大切にしなさい）と主張。OC推進プログラムを提唱。現在一般社団法人日本家族計画協会理事長・日本思春期学会監事・公益社団法人日本母性衛生学会常務理事。内閣府男女共同参画会議専門調査会委員、厚生科学審議会臨時委員、文部科学省児童生徒の心と体を守るための啓発教材の改定委員会委員などの要職を歴任している。緊急避妊法普及の功績により、2001年度の松本賞を受賞した。2008年にはヘルシー・ソサエティ賞を受賞。同年11月には第49回日本母性衛生学会学術集会会長を務めた。2014年10月には第66回保健文化賞を受賞した、
デイリーポータルZのライター、イラストレーターである北村ヂン及びお笑いコンビ「こてつ」のメンバー・北村智は息子。

## 著書
- 「ティーンズ・ボディーブック（新版）」（中央公論新社）
- 「北村さんちのオトコの文通 お笑い芸人&産婦人科ドクター」（信濃毎日新聞社）
- 「十代の後輩におくる僕の性教育」（日本家族計画協会）
- 「現代っ子の性」（主婦と生活社）
- 「二人のための失敗しない避妊講座」（ナツメ社）
- 「四十にしてマドモアゼル」（日本家族計画協会）
- 「失敗しないA・B・C」（主婦と生活社）
- 「心とからだのクリニック」（日本家族計画協会）
- 「ティーンズ・ボディーブック」（扶桑社）
- 「カラダの本」（講談社）
- 「からだBOOK」（日本家族計画協会）
- 「ピルの分かる本」（ラジオたんぱ）
- 「十代の後輩におくる僕のエイズ教育」（日本家族計画協会）
- 「新・性生活の知恵」（秀和システム）
- 「ふたりで避妊を」（自由企画・出版）
- 「からだにやさしいピルの本」（講談社）
- 「ピルQ&A」（日本家族計画協会）
- 「思春期の君たちにおくる僕の性教育」（日本家族計画協会）
- 「親と教師のための性教育講座」（日本家族計画協会）
- 「ピル」（集英社新書）
- 「いつからオトナ? こころ&からだ」（集英社）
- 「幸せのSEX 男の誤解、女の誤算」（小学館）
- 「ほんとうのスローセックス 愛はいつまでも続く」（毎日新聞社）
- 「専門医が伝える40代からの幸せセックス－あなたの「本当の快感」を探す旅へ」（中央公論新社）
- 女の子、はじめます。ココロとカラダの成長ログ （2014年、小学館）　ISBN 4092303599
- 「セックス嫌いな若者たち」（メディアファクトリー新書）
- 「ティーンズ・ボディーブック（新装改訂版）」（中央公論新社）
- 「みんなこうなるの? おとなになるためのベストアンサー 71のQ&A」（講談社）

### 共著
- 「性暴力救援マニュアル」（新興医学出版社）
- 「ハッピーライフのための女性が知っておきたい30のこと」（毎日新聞出版）
- 「新・学生時代に何を学ぶべきか」（講談社）
- 「リプロダクティブ・ヘルス／ライツ」（メディカ出版）
- 「母子保健マニュアル」（南山堂）
- 「思春期読本」（日本家族計画協会）
- 「妊娠検査」（薬事日報社）
- 「思春期Q&A」（日本家族計画協会）
- 「思春期外来」（メディカルビュー社）
- 「性感染症／HIV感染」（メディカルビュー社）その他論文など多数
- 「パーフェクト♡H パート1&2」（河出書房新社）
- 「ウイメンズヘルス事典」（中央法規）
- 「セックスのすべてがわかる本」（Gakken）
- 「アメリカの禁欲主義教育と日本の性問題」（エイデル研究所）
- 「ジェンダーフリー・性教育バッシング」（大月書店）
- 「学校保健・健康教育用語辞典」（大修館書店）
- 「思春期婦人科外来」（文光堂）

### 論文
https://cir.nii.ac.jp/all?q=%E5%8C%97%E6%9D%91%E9%82%A6%E5%A4%AB&range=0&nrid=&count=100&sortorder=2&type=1

## 論文
https://cir.nii.ac.jp/all?q=%E5%8C%97%E6%9D%91%E9%82%A6%E5%A4%AB&range=0&nrid=&count=100&sortorder=2&type=1